# Коновалов, Григорий Иванович
Григо́рий Ива́нович Конова́лов (1908—1987) — русский советский прозаик, педагог. Член ВКП(б) с 1930 года.

## Биография
Родился 18 сентября (1 октября) 1908 года в селе Боголюбовка (ныне Сорочинский район Оренбургской области) в крестьянской семье, был батраком, с 1926 года работал на Пермском промышленном комбинате, в 1928—1931 годах учился на рабфаке в Перми, в 1936 году окончил Пермский педагогический институт, затем учился ещё в ИКП в Москве. Член ВКП(б) с 1930 года. В 1940—1941 годах преподавал русскую литературу в Ульяновском педагогическом институте. В годы Великой Отечественной войны служил на ТОФ. После войны вернулся к преподаванию в Ульяновск, где проработал до 1957 года.
Ульяновская писательская организация, образованная Постановлением Секретариата Союза писателей СССР 25 июня 1951 года, считает инициатором и вдохновителем своего создания Г.И. Коновалова. Он руководил Ульяновским отделением Союза писателей СССР с 1952 по 1954 годы.
После этого жил в Саратове. Сотрудничал в литературном журнале «Волга». Умер 17 апреля 1987 года. Похоронен в Саратове на Елшанском кладбище.
Литературным творчеством занимался с 1927 года, писал романы («Университет»), рассказы (сборник «Былинка в поле»). Член правления СП РСФСР (1958—1965) и с 1970 года.

## Награды и премии
- Государственная премия РСФСР имени М. Горького (1969) — за роман «Истоки» (1959—1967)
- орден Ленина
- орден Октябрьской Революции
- орден Отечественной войны II степени (23.12.1985)
- орден Трудового Красного Знамени (25.10.1968)
- орден Красной Звезды (29.8.1945)
- медали

## Сочинения
романы
- «Университет», 1947
- «Степной маяк», 1950 (в перераб. варианте: «Вечный родник», 1955)
- «Истоки». 1959, В 2-х тт. — 1969. В 1982 году работу над пьесой по мотивам этого романа вёл Г. С. Соловский[2]
- «Былинка в поле», 1970
- Предел // «Москва», 1974, № 3-4
- Благодарение // «Москва», 1983, № 1

сборники рассказов
- Поиски дивного цветка, 1959
- Беркутиная гора, 1963
- Гнев Кротких, 1969

очерки
- Под одной крышей, 1962